# 高橋是清
高橋 是清（たかはし これきよ、旧字体：高橋 是淸、1854年9月19日〈嘉永7年/安政元年閏7月27日〉- 1936年〈昭和11年〉2月26日）は、日本の政治家。日本銀行総裁。
立憲政友会第4代総裁。第20代内閣総理大臣（在任: 1921年〈大正10年〉11月13日 - 1922年〈大正11年〉6月12日）。栄典は正二位大勲位子爵。幼名は和喜次（）。
日露戦争の戦費調達のための外債募集を成功させたことで、近代日本を代表する財政家として知られることから、内閣総理大臣としてよりも、大蔵大臣としての評価の方が高い。愛称は「ダルマさん」。二・二六事件で暗殺された。

## 生涯
1854年9月19日（嘉永7年閏7月27日）幕府御用絵師・川村庄右衛門ときんの子として生まれた。きんの父は芝白金で代々魚屋を営んでいた三治郎。きんは行儀見習いのために川村家へ奉公していた。
庄右衛門の妻は身重となったきんの身を案じ、きんのおばの家（芝中門前町）へ帰して静養させ、是清が生まれた。庄右衛門はすぐに実子と認知したが、仙台藩江戸詰の足軽高橋覚治へ里子に出した。3歳の時に実子として届けた。4歳ごろ、藩主の奥方に召され破格の嘉尚を受けた。
藩命により、横浜のアメリカ人医師ヘボンの私塾であるヘボン塾（後の明治学院）にて学び、1867年（慶応3年）に勝海舟の息子・小鹿と海外へ留学した。しかし、横浜に滞在していたアメリカ人の貿易商、ユージン・ヴァン・リードによって学費や渡航費を着服され、さらにホームステイ先である彼の両親に騙され、年季奉公の契約書にサインし、オークランドのブラウン家に売られる。牧童や葡萄園での奴隷として扱われるが、本人は奴隷になっているとは気づかずに、きつい勉強だと思っていた。いくつかの家を転々とわたり、時には抵抗してストライキを試みるなど苦労を重ねる。この間、英語の会話と読み書き能力を習得する。その後、1868年（明治元年）に帰国。
帰国後の1873年（明治6年）、サンフランシスコで知遇を得た森有礼に薦められて文部省に入省し、十等出仕となる。英語の教師もこなし、大学予備門で教える傍ら佐賀の耐恒寮や須田学舎など当時の進学予備校の数校で教壇に立ち、そのうち廃校寸前にあった共立学校（現在の開成中学校・高等学校）の初代校長を務めた。共立学校の教え子には俳人の正岡子規やバルチック艦隊を撃滅した海軍中将・秋山真之がいる。その間、文部省、農商務省の官僚としても活躍、1884年（明治17年）には農商務省の外局として設置された特許局の初代局長に就任し、日本の特許制度を整えた。1889年（明治22年）、官僚としてのキャリアを中断して赴いたペルーで銀鉱事業を行うが、すでに廃坑となったため失敗し、英語教師時代からの友、山口慎と苦労を分かつ。1892年（明治25年）、帰国した後にホームレスとなるが、川田小一郎に声をかけられ、日本銀行に入行。
日露戦争が発生した際には日銀副総裁として、同行秘書役深井英五を伴い、戦費調達のために戦時外債の公募で同盟国のイギリスに向かった。投資家には兵力差による日本敗北予想、日本政府の支払い能力、公債引受での軍費提供が中立違反となる懸念があった。それに対し、高橋は、
- この戦争は自衛のためやむを得ず始めたものであり日本は万世一系の皇室の下で一致団結し、最後の一人まで闘い抜く所存である。
- 支払い能力は関税収入である。
- 中立問題については米国の南北戦争中に中立国が公債を引き受けた事例がある。

と反論。関税担保において英国人を派遣して税関管理する案に対しては「日本国は過去に外債・内国債で一度も利払いを遅延したことがない」と拒絶した。交渉の結果、当時香港上海銀行のロンドン支部長ユーウェン・キャメロン（デーヴィッド・キャメロンの高祖父）らが公債発行に応じ、さらにジェイコブ・シフなどニューヨークの人脈も外債を引き受け、公債募集は成功し、戦費調達が出来た。1905年（明治38年）、貴族院議員に勅選。
1911年（明治44年）に日銀総裁に就任。当時の農商務省は経営が不健全な保険業者は清算させるなどして金融業界の健全化を図っていたが、同年には大倉組保険部が、日本初の再保険会社である日清火災海上保険を設立したため、これにより保険業に規制緩和が行われた形となった 。

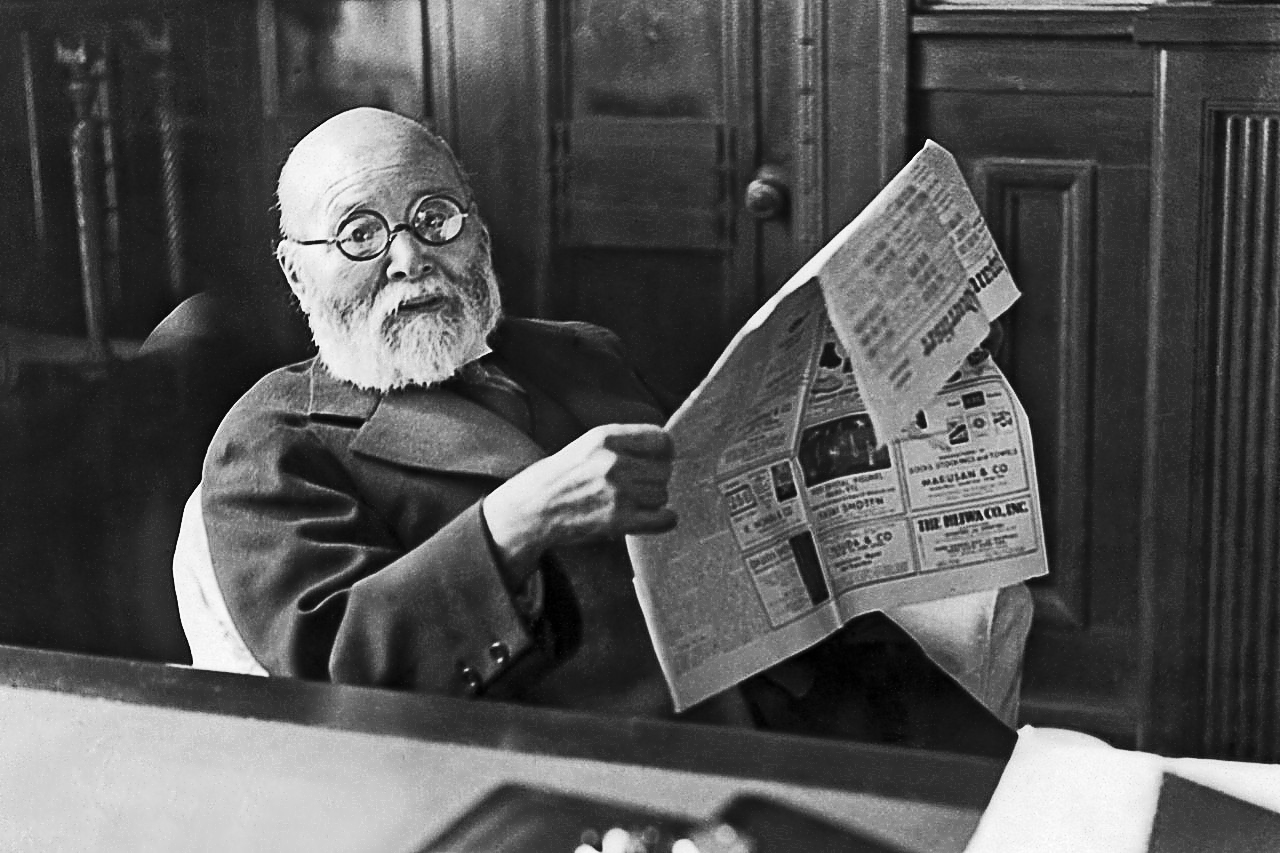
高橋是清（1934年）

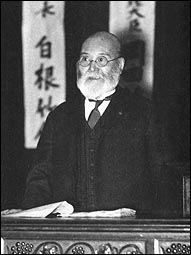
6度目の大蔵大臣（1934～36年〔昭和10～11年〕）

1913年（大正2年）、第1次山本内閣の大蔵大臣に就任、この時立憲政友会に入党する。
政友会の原敬が組閣した際にも大蔵大臣となり、原が暗殺された直後、財政政策の手腕を評価され第20代内閣総理大臣に就任、同時に立憲政友会の第4代総裁となった。しかし高橋自身思わぬ総裁就任だったため、大黒柱の原を失い混乱する政友会を立て直すことはできず、閣内不統一の結果内閣は半年で瓦解している。
政友会はその後も迷走し、清浦奎吾の超然内閣が出現した際には支持・不支持を巡って大分裂、脱党した床次竹二郎らは政友本党を結成し清浦の支持に回った。一方高橋率いる政友会は、憲政会および革新倶楽部と護憲三派を結成し、第二次護憲運動を起こした。これに対して清浦は衆議院解散に打って出たが、これにより告示された第15回総選挙に高橋は隠居して爵位を嫡男に襲わせた上で、原の選挙区だった盛岡の旧岩手1区から出馬することにした。爵位を譲ったのは有爵者には衆議院議員としての被選挙権がなかったためもあるが、清浦内閣を「貴族院内閣」「特権内閣」などと攻撃する手前、その総裁が子爵のままではやはり都合が悪かったこともその背景にある。政友会の現総裁として、盟友だった前総裁の選挙区から出馬したいというのは高橋たっての願いだったが、高橋は与党政友本党の対立候補田子一民に予想外の苦戦を強いられた。結局高橋は49票の僅差で当選を勝ち取り、選挙は護憲三派の圧勝に終わった。清浦内閣はここに総辞職を余儀なくされる。
新たに総理大臣に就いた憲政会総裁の加藤高明は、高橋を農商務相に任命。1925年には日清火災海上保険が経営不振に陥って休止し、高橋は金光庸夫とともにのちの統制法の母体となった輸出組合法（大正14年3月30日法律第27号）及び重要輸出品工業組合法（大正14年3月30日法律第28号）を成立させた。

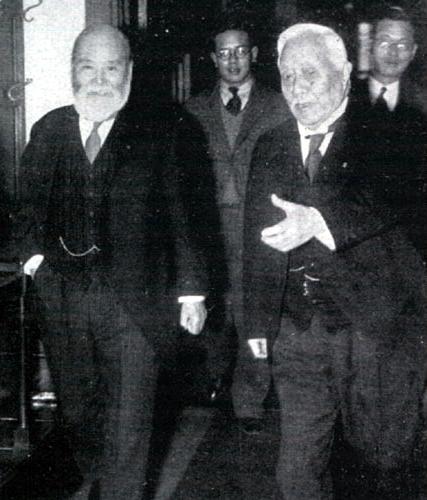
高橋と斎藤実（右）
-----
ともに滞米経験がある高橋と斎藤は、個人的に親しい友人でもあった。画像は1936年2月20日、斎藤が蔵相官邸に高橋を訪れた際に撮影されたもの。この六日後に両者は悲劇的な最期をむかえる（→ 詳細は「二・二六事件」を参照）。

その後、高橋は政友会総裁を田中義一に譲り政界を引退するが、1927年（昭和2年）に昭和金融恐慌が発生し、瓦解した第1次若槻内閣に代わって組閣した田中に請われ自身3度目の蔵相に就任した。高橋は日銀総裁となった井上準之助と協力し、支払猶予措置（モラトリアム）を行うとともに、片面だけ印刷した急造の200円札を大量に発行して銀行の店頭に積み上げて見せて、預金者を安心させて金融恐慌を沈静化させた。
1931年（昭和6年）、政友会総裁・犬養毅が組閣した際も、犬養に請われ4度目の蔵相に就任し、金輸出再禁止、史上初の国債の日銀直接引き受け(石橋湛山の提案があった)による政府支出の増額、時局匡救事業で、世界恐慌により混乱する日本経済をデフレから世界最速で脱出させた。これはケインズが「有効需要の理論」に到達したのとほぼ同時期、『一般理論』刊行の4年前であった。髙橋がケインズから直接影響を受けた可能性はないが、石橋湛山や深井英五という高度に訓練された革新的な相談相手を通し、間接的に影響を受けた可能性は高い。
しかし、当時、満州事変が起こっていて、この不況脱出が金輸出禁止の結果であるのか満州進出の成果であるのか、世間一般の大衆には理解しにくかった節もある。また、金輸出禁止をあてこんで円売り・ドル買いを行っていた財閥が巨利をあげたことや五・一五事件で決起した青年将校らが世間で純粋だともてはやされたことで、一般大衆には富裕層と結託しているとの政党政治腐敗の印象を強めたとの見方もある。また、満州事変に続いて起こった上海事変では、荒木陸相が興奮しながら大軍を派遣すべきだと主張したとき、君はまだ若い、波が一つ来ただけで大変だ大変だという、まずかっさらった満州を返すことが先決だよ、総理の縄張りだ、と大声で叱咤し、荒木が陸軍省でその憤懣をぶちまけたため、陸軍内部で「高橋、消すべし」との声があがって、これが二・二六事件の一因になったという見方もあるという。
五・一五事件で犬養が暗殺された際に総理大臣を臨時兼任している。続いて親友である斎藤実が組閣した際も留任。
また1934年（昭和9年）に、共立学校出身に当たる岡田啓介首班の内閣にて6度目の蔵相に就任。当時、ケインズ政策はほぼ所期の目的を達していたが、これに伴い高率のインフレーションの発生が予見されたため、これを抑えるべく軍事予算を抑制しようとした。陸海軍からの各4000万円の増額要求に対し、高橋は「予算は国民所得に応じたものをつくらなければならぬ。財政上の信用維持が最大の急務である。ただ国防のみに遷延して悪性インフレを引き起こし、その信用を破壊するが如きことがあっては、国防も決して牢固となりえない。自分はなけなしの金を無理算段して、陸海軍に各1000万円の復活は認めた。これ以上は到底出せぬ」と述べていた。軍事予算を抑制しようとしたことが軍部の恨みを買い、二・二六事件において、赤坂の自宅二階で反乱軍の青年将校らに胸を3発銃撃された後、6太刀を浴びせられ、暗殺された。享年81。葬儀は陸軍の統制によって、1か月後に築地本願寺で営まれた。
間口も奥行きもある人物であり、インタビュー後でも忘れられない印象を残したとされる。

## 年譜
※日付は1872年まで太陰太陽暦

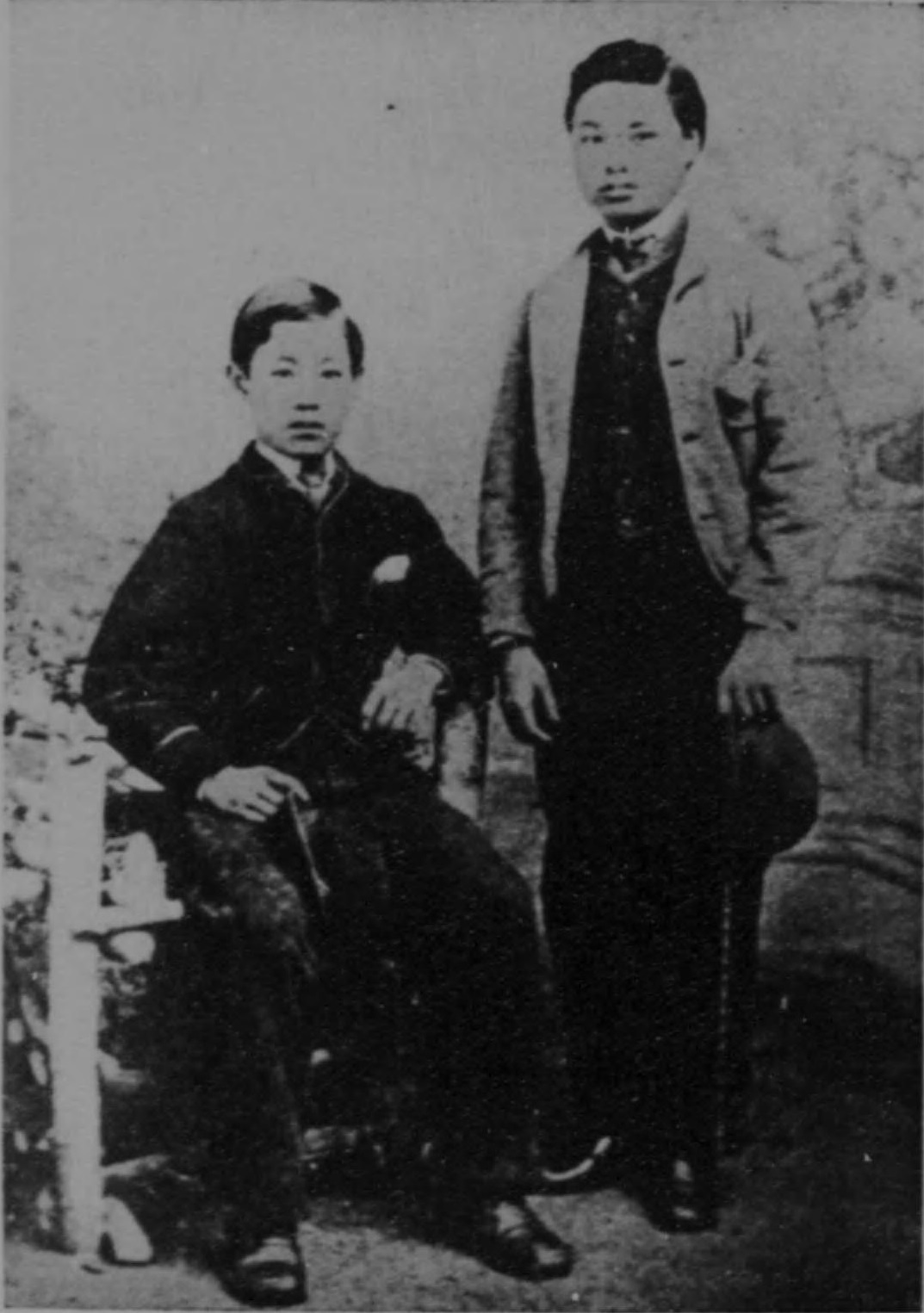
渡米時代の高橋是清（写真右側）（1867年）

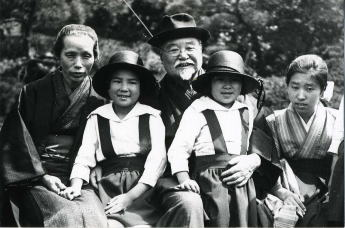
衆議院議員選挙に初当選後に撮影した家族との記念写真（1924年）

- 1854年（嘉永7年）閏7月27日：江戸芝中門前町（現東京都港区）に幕府絵師川村庄右衛門の私生児として生まれ、間もなく仙台藩の足軽高橋覚治の家に里子に出され後養子となる。
- 1864年（元治元年）：横浜のヘボン夫人家塾に学ぶ。
- 1866年（慶応2年）：イギリス人シャンドのボーイとなる。
- 1867年（慶応3年）：渡米しオークランドで奴隷労働しながら勉強する。
- 1869年（明治元年）旧暦12月：帰国し森有礼家の書生となる。
- 1869年（明治2年）
  - 旧暦1月：大学南校に入学。
  - 旧暦3月：大学南校教官三等手伝。
- 1870年（明治3年）秋ごろ：放蕩生活に入り教官を辞める。
- 1871年（明治4年）：唐津藩の英語学校耐恒寮の教員となる。この時の教え子に、辰野金吾、曽禰達蔵、大島小太郎、天野為之、掛下重次郎、田邊新之助らがいる。
- 1872年（明治5年）秋：耐恒寮の教員を辞めて上京する。駅逓寮で翻訳の仕事をするが間もなく辞職。開成学校に入学する。
- 1873年（明治6年）7月：文部省督学局十等出仕としてモーレー博士の通訳をする。
- 1876年（明治9年）5月：官立東京英語学校教員に雇われる。
- 1877年（明治10年）3月：東京英語学校教員を辞める。翻訳・予備校（共立学校）教師などをする。
- 1878年（明治11年）9月：
- 大学予備門英語教員として雇われる。
- 1881年（明治14年）
  - 4月：文部省御用掛に転じ大学予備門教員を兼務。
  - 5月：農商務省御用掛に転じる。
- 1884年（明治17年）
  - 7月：任農商務権少書記官。
  - 10月：農商務省工務局商標登録所長。
- 1885年（明治18年）
  - 4月：専売特許所長兼務。
  - 11月：商標登録専売特許制度視察のため欧米各国へ差遣。
- 1887年（明治20年）12月：特許局長。
- 1889年（明治22年）
  - 3月15日：東京農林学校長兼任、叙奏任官二等[14]
  - 11月：ペルーのカラワクラ銀山経営のため横浜出帆。
- 1890年（明治23年）
  - 1月：ペルーのカヤオ港着。
  - 2月：カラワクラ鉱山開坑式を行う。
  - 3月：鉱山が廃坑であることが分かる。
  - 4月：帰国の途に就く。
- 1892年（明治25年）6月：日本銀行建築所事務主任。
- 1893年（明治26年）9月：日銀支配役・西部支店長。
- 1895年（明治28年）8月：横浜正金銀行本店支配人。
- 1897年（明治30年）3月：横浜正金銀行副頭取に就任。
- 1899年（明治32年）2月：日本銀行副総裁に就任。
- 1904年（明治37年）2月：日露戦争始まる。戦時公債募集のため渡米英。
- 1905年（明治38年）
  - 1月29日：貴族院勅選議員に勅任[15]。
  - 2月：戦時公債募集のため再渡英。
- 1906年（明治39年）3月：日本銀行副総裁のまま横浜正金銀行頭取を兼任。
- 1907年（明治40年）9月：公債募集の勲功により男爵授爵。
- 1911年（明治44年）6月：日本銀行総裁に就任。
- 1913年（大正2年）2月：第一次山本内閣の大蔵大臣に就任。立憲政友会入党。
- 1914年（大正3年）4月：第一次山本内閣総辞職。
- 1918年（大正7年）9月：原内閣の大蔵大臣に就任（2度目）。
- 1920年（大正9年）9月：子爵陞爵。
- 1921年（大正10年）11月：原総理暗殺により後継の内閣総理大臣に就任し、大蔵大臣を兼任（3度目）。政友会総裁となる。
- 1922年（大正11年）6月：高橋内閣総辞職。
- 1924年（大正13年）
  - 3月：貴族院議員を辞職。爵位を長男・是賢に譲って「隠居」。
  - 5月：岩手県盛岡市の原敬の旧選挙区から衆議院議員選挙に立候補し当選。
  - 6月：
  - 加藤高明内閣の農商務大臣に就任。
- 1925年（大正14年）4月：農商務省の分割再編にともない農林大臣兼商工大臣に横滑り。約2週間後両大臣を依願免職。政友会総裁を田中義一に譲る。
- 1927年（昭和2年）
  - 3月：金融恐慌始まる。
  - 4月：田中義一内閣の大蔵大臣に就任（3度目）、3週間の支払猶予を認める緊急勅令渙発と大量の紙幣増発で恐慌を沈静化させる。
  - 6月：金融恐慌が終息したのを節目に大蔵大臣を依願免職。
- 1931年（昭和6年）12月：犬養内閣の大蔵大臣に就任（4度目）。
- 1932年（昭和7年）5月：犬養総理暗殺（五・一五事件）により内閣総理大臣を10日間臨時兼任。斎藤内閣の大蔵大臣に留任（5度目）。
- 1934年（昭和9年）
  - 7月：斎藤内閣総辞職、岡田内閣発足。次官の藤井真信を大蔵大臣に推す。
  - 11月：藤井が肺気腫で倒れ辞任、その後任として大蔵大臣に就任（6度目）。

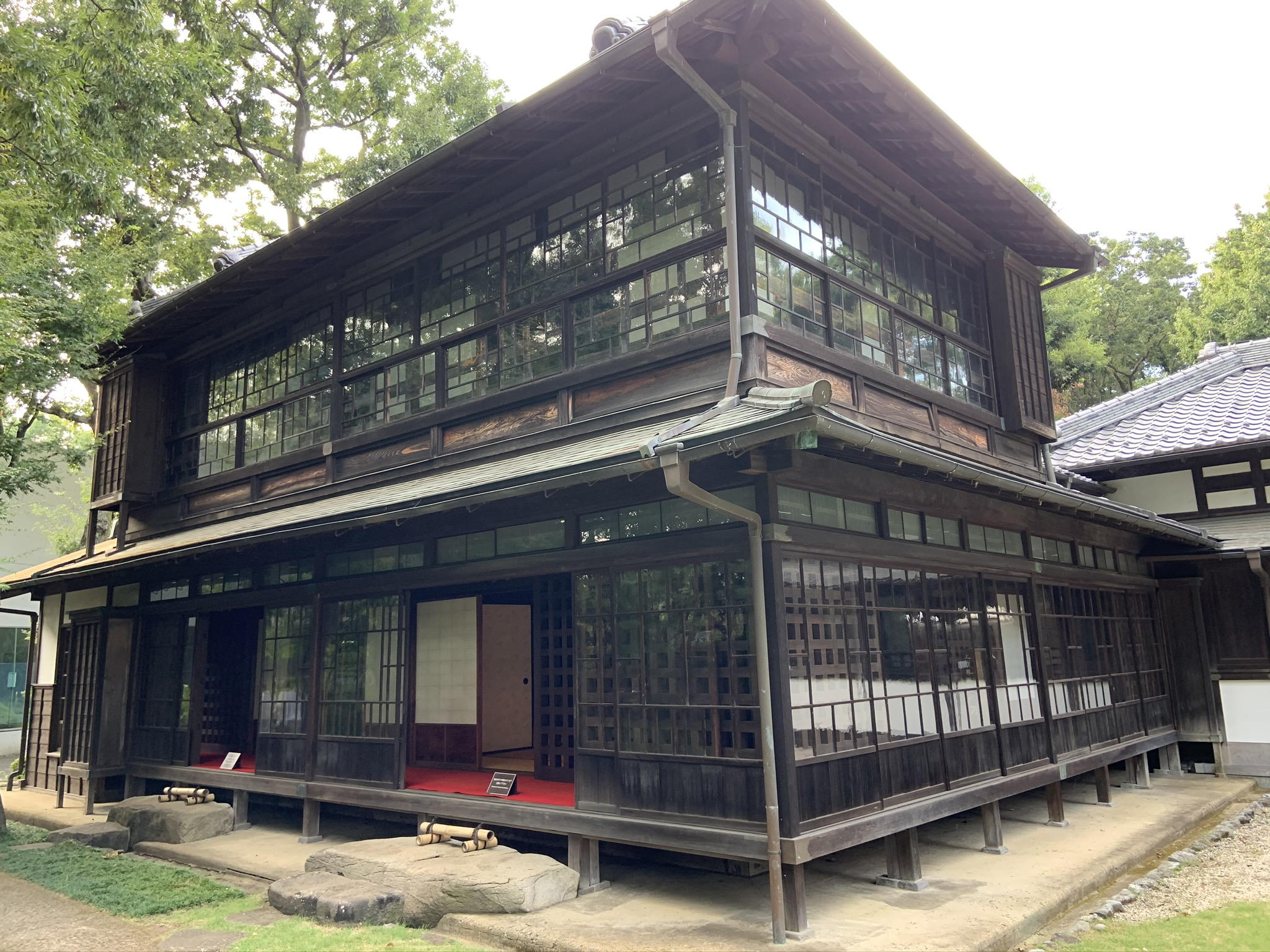
江戸東京たてもの園に移築復元された高橋是清邸の母屋。この2階の寝室で暗殺された。

- 1936年（昭和11年）2月26日：赤坂表町三丁目の私邸で叛乱軍襲撃部隊に胸に3発の銃弾を撃たれた後､6太刀を浴びせられ､暗殺される（二・二六事件）。享年83（満81歳没）。墓所は多磨霊園。

## 栄典・授章・授賞
位階
- 1884年（明治17年）8月30日 - 正七位[16]
- 1885年（明治18年）12月16日 - 従六位[17]
- 1900年（明治33年）6月6日 - 従五位[18]
- 1905年（明治38年）2月7日 - 従四位[19]
- 1913年（大正2年）2月28日 - 正四位[20]
- 1919年（大正8年）9月30日 - 従三位[21]
- 1924年（大正13年）10月15日 - 正三位[22]
- 1934年（昭和9年）5月1日 - 従二位[23]
- 1936年（昭和11年）2月26日 - 正二位[24]

爵位
- 1907年（明治40年）9月23日 - 男爵[25]。
- 1920年（大正9年）9月7日 - 子爵[26]

勲章など
| 受章年                     | 略綬 | 勲章名                   | 備考 |
| -------------------------- | ---- | ------------------------ | ---- |
| 1889年（明治22年）10月25日 |      | 勲六等瑞宝章             |      |
| 1889年（明治22年）11月29日 |      | 大日本帝国憲法発布記念章 |      |
| 1902年（明治35年）12月28日 |      | 勲五等瑞宝章             |      |
| 1906年（明治39年）4月1日   |      | 勲一等瑞宝章             |      |
| 1911年（明治44年）8月24日  |      | 金杯一組                 |      |
| 1915年（大正4年）11月10日  |      | 大礼記念章               |      |
| 1920年（大正9年）9月7日    |      | 旭日大綬章               |      |
| 1921年（大正10年）7月1日   |      | 第一回国勢調査記念章     |      |
| 1927年（昭和2年）6月3日    |      | 旭日桐花大綬章           |      |
| 1930年（昭和5年）12月5日   |      | 帝都復興記念章           |      |
| 1936年（昭和11年）2月26日  |      | 大勲位菊花大綬章         |      |

外国勲章佩用允許
| 受章年                    | 国籍             | 略綬 | 勲章名                                 | 備考  |
| ------------------------- | ---------------- | ---- | -------------------------------------- | ----- |
| 1908年（明治41年）4月1日  | 大韓帝国         |      | 勲一等太極章                           |       |
| 1922年（大正11年）2月7日  | フランス共和国   |      | レジオンドヌール勲章グランクロワ       |       |
| 1924年（大正13年）7月3日  | フランス共和国   |      | レジオンドヌール勲章グランクロワ       | 2回目 |
| 1923年（大正12年）8月24日 | ポーランド共和国 |      | グランクロアオドロゼニアポルスキー勲章 |       |

## 家族・親族

### 川村家
是清の生家川村家は代々狩野派の絵師で八世庄右衛門守房の代になっては、江戸本丸の御屏風係を務め、芝の露月町（ろげつちょう）に屋敷を構えていた。是清の実父庄右衛門はでっぷり太った、性格の明るい、非常に責任感の強い人だったらしく、職務に精励したので、のちに身一代三人扶持にとりあげられている。明治維新後は深川閻魔堂橋側に団子店をだした。是清の生母きんは、やがて浜松町の塩物屋に嫁いで女の子を生んだが、二十四歳で死んだという。

### 高橋家

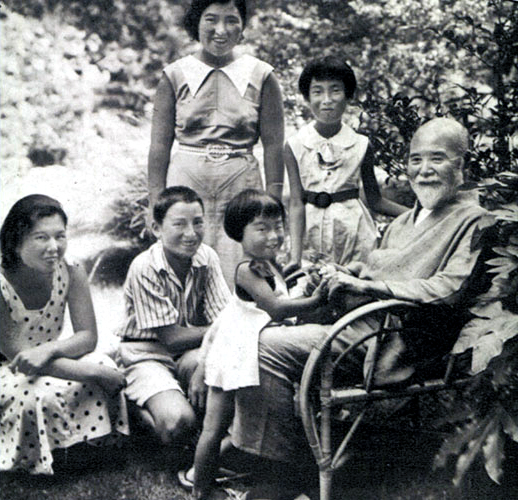
葉山の別邸で孫たちとくつろぐ高橋 （1935年8月）

- 先妻：里ゆう - 西郷利右衛門の娘。2男を生んだ後、1884年（明治17年）に死別。
- 後妻：しな（品子） - 原田金左衛門の長女。
- 長男：高橋是賢 - 実業家・貴族院子爵議員
- 次男：高橋是福 - 横浜商業学校卒業後渡米、三井物産を経て大連で貿易業を始めるも閉鎖、帰国後日本酸素役員、帝都座社長。岳父に貿易商の守安瀧三郎。妻の甥に守安祥太郎。相婿に岡崎久次郎。岡崎の弟に外務大臣岡崎勝男。[41][42]
- 二女：和喜子 - 明治の元勲大久保利通の八男・利賢に嫁ぐ。和喜子の息子がロッキード事件で有罪判決を受けた丸紅専務の大久保利春である。
- 孫：高橋賢一 - 長男・是賢の長男。農林省で官僚を務めたのち北海道議会議員となり、議長も務めた。他方で是清が北海道伊達市に創業した高橋農場の3代目場主として農場をサラブレッド競走馬の牧場に転換し、1977年（昭和52年）の東京優駿（日本ダービー）優勝馬のラッキールーラなどを生産した。
- 孫：高橋豊二 - 是賢の次男。東京帝国大学ア式蹴球部（サッカー部）に所属し、1936年（昭和11年）のベルリンオリンピック・サッカー競技に出場した日本代表に名を連ねた。
- 孫：伊藤福子 - 次男・是福の次女。初代内閣総理大臣伊藤博文の養孫・博精に嫁いでいる。
- 曾孫：千家文子 - 孫・福子の娘。出雲国造家の千家達彦に嫁いでいる。

## 著作
- 『高橋是清　山県有朋 経済問題論争』
（口述記録 高橋是清・山縣有朋、千倉書房、1911年、再刊1936年）
- 『立身の径路』（丸山舎書籍部、1912年）
  - 『高橋是清―立身の経路』（日本図書センター<人間の記録>、1999年）、ISBN 978-4820543275
- 『処世一家言 半生の体験』（今日の問題社、1936年）
- 『半生の体験 世に処する道』（今日の問題社、1936年）
- 『随想録』（上塚司編、千倉書房、1936年）
  - 『高橋是清　随想録』（上塚司編、本の森、1999年）、ISBN 978-4938965150
  - 『随想録』（解説井上寿一、中央公論新社〈中公クラシックス〉、2010年11月／中公文庫、2018年4月）
- 『高橋是清自伝』（上塚司編、千倉書房、1936年）
  - 『高橋是清自伝』（上塚司編、中公文庫（上下）、1976年、改版2018年3月）

　上巻 ISBN 978-4122065659、下巻 ISBN 978-4122065666
  - 『高橋是清伝』（高橋是清口述・上塚司筆録、矢島裕紀彦現代語訳、小学館地球人ライブラリー、1997年）
- 『高橋是清　経済論』（上塚司編、千倉書房、1936年）
  - 『経済論』（中央公論新社〈中公クラシックス〉、2013年12月）、ISBN 978-4121601452
- 『国策運用の書』（山崎源太郎編、斗南書院、1936年）
  - 『高橋是清の日本改造論―“デフレ大恐慌”のいま、死中に活路を見い出す』

（山崎源太郎編、矢島裕紀彦・再々編、青春出版社、1998年）、ISBN 978-4413031240
- 『是清翁遺訓 日本国民への遺言』（大久保康夫編）

（三笠書房、1936年、小冊子版、1938年／皇文社、1938年）

## 関連作品
小説
- 南條範夫『奴隷から宰相へ 高橋是清』新人物往来社、1967年。新版「達磨宰相・高橋是清」PHP文庫、1989 年
- 松浦行真『熱い嵐 高橋是清の生涯』集英社、1979年。TBSドラマ原作小説
- 長野広生『波瀾万丈 高橋是清 その時代』東京新聞出版局（上下）、1979年
- 津本陽 『生を踏んで恐れず 高橋是清の生涯』 幻冬舎、1998年／幻冬舎文庫、2002年
  - 『人生を逆転させた男 高橋是清』PHP文芸文庫、2017年
- 高橋義夫『高橋是清と井上準之助』学陽書房・人物文庫、2005年
- 片岡英『赤と白 小説高橋是清』 文芸社、2009年
- 三橋貴明『コレキヨの恋文』小学館、2012年、ISBN 978-4093863261
- 幸田真音『天佑なり 高橋是清・百年前の日本国債』（上下）。角川書店、2013年／角川文庫、2015年。2011年から『中日新聞』・『東京新聞』系列で連載

評伝
- 大石亨『大蔵大臣高橋是清　不況乗り切りの達人』 マネジメント社、1992年
- 松元崇『高橋是清 暗殺後の日本：「持たざる国」への道』 大蔵財務協会、2010年
- 板谷敏彦『国家の命運は金融にあり　高橋是清の生涯』 新潮社（上下）、2024年
- 鈴木俊夫『高橋是清：尽人事而後楽天』ミネルヴァ書房「ミネルヴァ日本評伝選」、2024年

映画
- 『高橋是清自伝』（1936年）演：岡譲司（青年・壮年期）、山本嘉一（老年期）
- 『激動の昭和史 軍閥』（1970年）演：明石潮
- 『動乱』（1980年）演：野口元夫（役名は「蔵相」）
- 『226』（1989年）演：小田部通麿
- 『スパイ・ゾルゲ』（2003年）演：金子達
- 『TAKAMINE アメリカに桜を咲かせた男』（2011年）演：井村英俊

テレビドラマ
- 『燃えよ!ダルマ大臣 高橋是清伝』（1976年、フジテレビドラマ）演：嵯峨善兵
- 『風が燃えた』（1978年、TBS）演：天田俊明
- 『熱い嵐』（1979年、TBS）国広富之（青年期 - ペルーでの銀山開発失敗、日銀入りまで）、森繁久彌（壮年期 - 日銀総裁以降）
- 『二百三高地 愛は死にますか』（1981年、TBSドラマ）演：長門勇
- 『山河燃ゆ』（1984年、NHK大河ドラマ）演：入江正夫
- 『落日燃ゆ』（2009年、テレビ朝日開局50周年記念ドラマスペシャル）演：神山繁
- 『坂の上の雲』（2009年-2011年、NHKスペシャルドラマ）演：西田敏行
- 『経世済民の男 高橋是清』（2015年、NHK放送90年ドラマ）演：オダギリジョー
- 『いだてん〜東京オリムピック噺〜』（2019年、NHK大河ドラマ）演：萩原健一
- 『前田正名 龍馬が託した男』（2019年、鹿児島テレビ）演：河相我聞
- 『倫敦ノ山本五十六』（2021年、NHK）演：山本學

## 紙幣の肖像

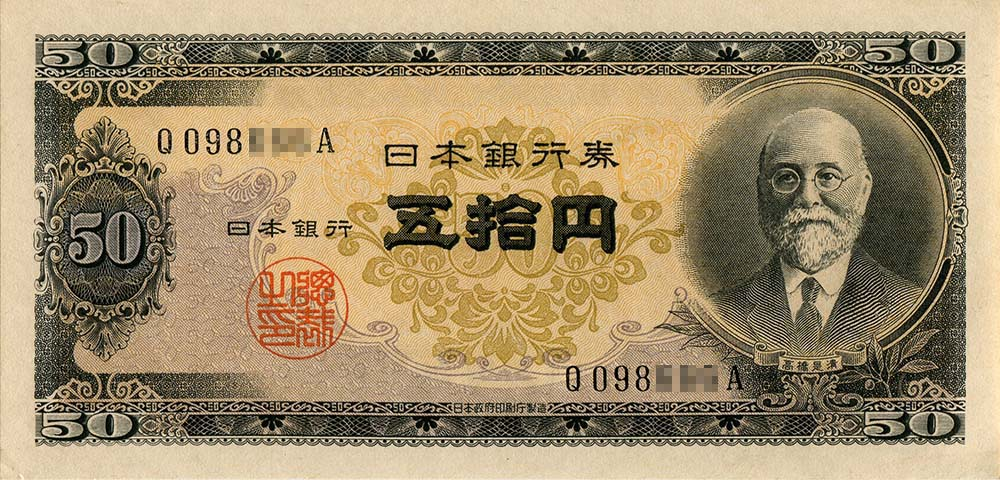
B五拾円券：表面

かつて発行された日本の紙幣（日本銀行券）では、戦後の1951年（昭和26年）に発行が開始されたB五拾円券に肖像として採用されている（肖像画は是清の孫が所有していた写真を元にしており、服装を燕尾服から一般的な背広に差し替えたもの）。